# Fundación Hermanos Obreros de María
La Fundación Hermanos Obreros de María (HOM) es una fundación sin ánimo de lucro, nacida en Granada (Andalucía España) en 1950. Fue fundada por Carlos Fernández Dorador y su actividad se centra en crear centros de acogida y educativos para niños y niñas, adolescentes y jóvenes en situación de riesgo de exclusión social. 
Para ello, ponen en marcha su obra social a través de los centros Ciudad de los Niños. Estos centros emulan pequeñas ciudades situadas en las afueras de las localidades en las que trabajan, acondicionadas con centros educativos propios -concertados privados-, residencias educativas y hogares infantiles, además de múltiples alternativas de ocio y tiempo libre como huertos, animalarios, pabellones cubiertos, pistas deportivas o parques infantiles. Existen Ciudades de los Niños en Granada, en Huelva y en Málaga. 

## Historia
Natural de Granada, Carlos Fernández Dorador (*1905) manifiesta su vocación religiosa desde muy joven siendo alrededor de 1931 cuando ingresa en la Compañía de Jesús, donde empieza a servir como religioso. Paralelo a ello, empieza a desarrollar un proyecto solidario que dé cabida al sueño que él tiene desde edad muy temprana: crear una institución que sirva para ayudar a los niños y niñas en situación de desamparo de la ciudad de Granada.
Bajo el nombre de Hermanos Obreros de María y en colaboración de otros ayudantes personales, Carlos Fernández Dorador comienza a trabajar primero en el Orfelinato Niño Jesús de Armilla, dependiente de la Diputación de Granada y más tarde en el reformatorio de San Miguel Alto, de Granada. Es en torno a los años 50 cuando reúnen las 2500 pesetas necesarias para pagar el alquiler del convento de Santa Inés, de las monjas clarisas, cedido para ser primera casa de acogida de los Obreros de María.,
Son los mismos Hermanos Obreros de María quienes realizan las labores de reforma del convento con la ayuda de los muchachos del colegio San Miguel, inaugurando el Hogar de San Antonio y la Residencia Obrera de Santa Inés, como recoge la prensa local escrita en 1953.
Constituidos posteriormente como Fundación Benéfico Docente para dar cabida burocrática a su Obra Social Ciudad de los Niños, cuentan actualmente con tres centros, uno en Granada, otro en Huelva y un tercero en Málaga. Estos centros son dirigidos por la Fundación Hermanos Obreros de María, perteneciente a la Congregación Religiosa Hermanos Obreros de María. 
Carlos Fernádez Dorador realizará la labor de superior general de la Institución hasta su muerte, el 19 de septiembre de 1975.

## Fases de la Institución
1. Congregación Religiosa Hermanos Obreros de María.
2. Fundación Hermanos Obreros de María. 
3. Obra Social Ciudad de los Niños.

## Congregación Religiosa HOM
Congregación nacida en Granada por voluntad de Carlos Fernández Dorador, quien promovió la creación de una institución benéfica al amparo de la Iglesia, destinada a ayudar a niños y niñas, adolescentes y jóvenes en situación de riesgo de exclusión social.
El 26 de febrero de 1955 el Arzobispo Rafael García y García de Castro reconocía canónicamente a los Hermanos Obreros de María (HOM) como Pía Unión, según el canon 170 (Capítulo III) del Codex Iuris Canonici que reconoce el pleno derecho a la benéfica institución religiosa. Todos sus integrantes, tendrán el tratamiento de Hermanos.

## Fundación HOM
La Fundación Hermanos Obreros de María –HOM- es una Fundación Cultural Privada, inscrita en el Registro de Fundaciones Docentes y clasificada como “Institución Benéfico Docente de interés público, sin ánimo de lucro”, en virtud de la Orden Ministerial de 25 de Mayo de 1.977, habiendo sido reconocidos y aprobados los Estatutos de la Fundación el 14 de abril de 1953.,,
Como Fundación sin Fines de Lucro, está acogida a la Ley 49/2002, de 23 de diciembre, de régimen fiscal de las entidades sin fines lucrativos y de los incentivos fiscales al mecenazgo.
La Fundación HOM fue constituida para dar legitimidad burocrática a la obra social que, desde años antes, realizaban los Hermanos Obreros de María.
Según se recoge en sus Estatutos, su principal objetivo se centra en ofrecer respuestas socioeducativas, formativas y laborales a los niños, niñas, adolescentes y jóvenes en situación de riesgos de exclusión social. Este objetivo pretende dar alternativas a un sector de la población que presenta serias dificultades a la hora de insertarse social y laboralmente en la sociedad. Para ello y según se recoge en el BOE, tienen los siguientes fines y objetivos:
- Favorecer el desarrollo integral de la infancia y juventud que presenta dificultades de desarrollo bio-psicosocial.
- Educar, intermediar y acompañar a la infancia y juventud, con la intención de establecer cauces formativos que procuren la adquisición de valores positivos.
- Establecer mecanismos y estrategias de formación y perfeccionamiento profesional.

Su principal actividad se realiza a través de los centros Ciudad de los Niños, constituidos como centros autónomos de acogida y educativos. 

### Fines Fundamentales
Visión
Su principal objetivo, según se recoge en sus estatutos, es ser centro de acogida y educativo para menores carentes de recursos y con necesidades socio-familiares, económicas, escolares y/o conductuales, ofreciendo un ambiente basado en el respeto y la seguridad. Con naturaleza de obra social dentro de la Iglesia, dicen tener el compromiso de ayudar a los que más lo necesitan, siendo las características principales de su Institución la de ser innovadora, creativa y participativa.,
Misión
Según sus escritos oficiales, tienen el deber de acoger a todo aquel que acude a su centro y es susceptible de necesitar este amparo, por lo que, según recogen en sus programas educativos, programan cada intervención de manera personal e individualizada, buscando el desarrollo integral de la persona. El respeto a la diversidad cultural y religiosa es un pilar básico en el funcionamiento diario del centro, considerando además, a la familia como principal agente educativo para sus hijos, siempre que las circunstancias lo permitan. Buscan la compensación de las desigualdades sociales, su sistema pedagógico se basa en el afecto, la responsabilidad y la puesta de límites. Las actividades de ocio y tiempo libre son elemento esencial en la educación y desarrollo de los menores.,
Valores
En los fines de la Fundación se establece que:,
- A los menores se les debe permitir un grado de libertad acorde a su edad que le permita tomar decisiones y acatar responsabilidades, siempre respetando sus propios derechos y los derechos de los demás.
- Se les debe enseñas a pensar y meditar constructivamente su situación y las nuevas que puedan darse para que sean partícipes de su propia integración social, haciéndolos sensibles a las necesidades del entorno.
- El trabajo en equipo, el valor del trabajo en equipo y el respeto y aceptación del igual deben ser la base en las relaciones entre compañeros.
- La escucha activa y la resolución de conflictos mediante el diálogo deben constituir la base de las relaciones.
- Sentirse parte del proyecto y ser parte activa del proyecto debe ser la base del trabajo en esta Institución.

## Ciudad de los Niños
Obra Social de la Fundación HOM, muchos niños y niñas encuentran en sus centros desde la posibilidad de acceder a la enseñanza básica obligatoria hasta la posibilidad de tener una intervención psicosocial individualizada acorde a sus necesidades físicas, psíquicas y sociales. 
En sus centros de acogida, al servicio del Sistema de Protección de Menores de Andalucía, según recoge la prensa, se atiende a menores de cualquier nacionalidad, cultura y/o religión.
Sus casas están ubicadas en las afueras de las ciudades en que se ubican, contando con multitud de espacios y edificios en sus centros y amplias zonas al aire libre. 
Actualmente la Fundación HOM cuenta con tres sedes para desarrollar su Obra Social.
- Granada, primera casa, fundada en 1950. Su centro situado en el barrio de la Chana –Carretera de Málaga- reúne a una población heterogénea acogiendo a menores y jóvenes de la capital y provincia granadina. Diariamente se atienden a unos 300 niños, niñas adolescentes y jóvenes pertenecientes a diferentes programas de acogida y recursos escolares.[8]

- Huelva, fundada en 1970. Situada en la Ctra. de Gibraleón, atiende diariamente a una media de 200 niños, niñas y jóvenes pertenecientes a las zonas con necesidades de transformación social de la capital y provincia.[11]

- Málaga, fundada en 1977. Ubicada junto a Los Asperones entre este asentamiento de viviendas y el nuevo Parque Cementerio, atiende diariamente a una media de 156 niños, niñas y jóvenes pertenecientes a diversas zonas socialmente desfavorecidas de la capital malagueña y su provincia.[12],[11]

Entre los recursos educativos que ofrecen estos centros, se encuentran:,,,
- Educación infantil.
- Educación primaria.
- Educación secundaria.
- Ciclos formativos.
- Formación profesional.

Los recursos residenciales o casas de acogida que desarrollan son:
- Residencial básico.
- Programas de escuela hogar.
- Centro de día.
- Programa de acogida a jóvenes entre 18 y 21 años.

Otras Instalaciones:
- Pabellón deportivo
- Piscina
- Pistas deportivas al aire libre
- Parquecito Infantil
- Capilla
- Cocinas y comedores

## Reconocimientos
Además de los reconocimientos públicos y oficiales a Carlos Fernández, como Fundador de la Institución, otros Hnos. OM han sido reconocidos popularmente por su dedicación, entrega, bondad y sacrificio, en las ciudades donde han ejercido su labor. Ejemplo de ello,  José Escobar Mairena, quien fue considerado “alma” de la Ciudad de los Niños de Málaga,,, trabajo que le fue reconocido por el Ayuntamiento de Málaga.
Otro ejemplo es el de Antonio Gutiérrez Ferrer, último limosnero de Granada,,, a quien el Ayuntamiento de Granada, dentro de las menciones honoríficas de la Ciudad de Granada, otorgó en 2013 la medalla de oro al mérito, como reconocimiento a su labor. Popularmente se le conoce como el nuevo "Fray Leopoldo de Granada". Además, en noviembre de 2016, por resolución del Presidente de la Exma. Diputación de Granada, a propuesta de la Comisión de Honores y Distinciones, se acordó la concesión de la distinción de Hijo Predilecto de la Provincia de Granada a Antonio Gutiérrez, por toda una vida de entrega al servicio de los más desfavorecidos de la provincia, especialmente los menores.,,
Diferentes calles y plazas son nombradas en honor al Fundador y a la Congregación. 
- En la barriada de Bobadilla, Granada, se encuentra la Plaza Hermano Carlos.[29]
- En el barrio de La Chana de Granada, Calle Hermanos Obreros de María.[30],[31],[32]

- En Huelva, Calle Hermano Carlos Obrero de María.[33]

Otros Reconocimientos: 
- Reconocimiento a la Excelencia en Educación y Formación, 2014, CECE.[34]